# Lage Posse
Lage Evald Posse (af Säby), född 25 september 1813 i Sparlösa socken, Skaraborgs län, död 10 maj 1897 i Stockholm, var en svensk friherre och militär.

## Biografi
Lage Posse var son till major friherre Carl Henrik Posse och Sofia Augusta Ribben samt bror till Johan August Posse. Han blev kadett vid Krigsakademien på Karlberg 1828, utexaminerades 1834, blev fänrik vid Västgöta-Dals regemente 1835 och löjtnant där 1839. Posse blev kapten och regementskvartermästare 1848, sekundkapten 1850, tredje major 1855 samt överstelöjtnant och premiärmajor 1856. Han var 1864–1871 överste och chef för Västgöta-Dals regemente. Posse ägde Velanda säteri 1853–1863 och en gård i Vänersborg 1863–1872. Han blev 1858 riddare och 1871 kommendör (av första klassen) av Svärdsorden samt 1858 riddare av Sankt Olavs orden.